# Elaine Morgan
Elaine Morgan (ur. 7 listopada 1920 w Pontypridd, zm. 12 lipca 2013) – walijska scenarzystka, feministka, popularyzatorka nauki i autorka szeregu książek z dziedziny antropologii ewolucyjnej, w których koncentrowała się na hipotezie wodnej małpy.

## Pochodzenie kobiety
W roku 1972 Elaine Morgan wydała książkę The Descent of Woman, w której rozwija teorię Sir Alistera Hardy’ego o wodnej ewolucji człowieka i przeciwstawia ją dominującej wówczas w naukowym dyskursie hipotezie sawannowej ewolucji człowieka. Zdaniem Morgan hipoteza ewolucji wodnej daje odpowiedzi na pytania, na które hipoteza sawannowa nie odpowiada w ogóle lub niewystarczająco, np. dlaczego ludzie są dwunożni, nie mają sierści, mają nos, są zdolni do mówienia i mają piersi. W przeciwieństwie do ówczesnych ewolucjonistów, Morgan opisuje ewolucję z perspektywy przodkini (samicy), a nie przodka (samca) rasy ludzkiej. Chociaż hipoteza Morgan została wszechstronnie obalona przez antropologów i w środowisku naukowym uchodzi za typowy przykład pseudonauki, to nadal cieszy się pewną popularnością wśród niezawodowej publiczności.

## Wybrane dzieła

### Dzieła przetłumaczone na język polski
- Pochodzenie kobiety. Warszawa: Wydawnictwo Anadiomene, 2007. ISBN 978-83-926391-0-7. (pol.). Brak numerów stron w książce (The Descent of Woman 1972)
- Blizny po ewolucji. Warszawa: Wydawnictwo Anadiomene, 2010. ISBN 978-83-926391-1-4. (pol.). Brak numerów stron w książce (The Scars of the Evolution 1990)
- Pochodzenie dziecka. Ewolucja człowieka z innego punktu widzenia. Warszawa: Wydawnictwo Anadiomene, 2012. ISBN 978-83-926391-2-1. (pol.). Brak numerów stron w książce (The Descent of the Child: Human Evolution from a New Perspective 1995)

### Dzieła w języku angielskim
- The Aquatic Ape, 1982, Stein & Day Pub, ISBN 0-285-62509-8.
- The Aquatic Ape Hypothesis, 1997, Souvenir Press, ISBN 0-285-63377-5.
- The Naked Darwinist, 2008, Eildon Press, ISBN 0-9525620-3-0.

## Wybrane nagrody i odznaczenia
- Prix Italia (1974) za dokument Horizon
- Nagroda Brytyjskiej Akademii Filmowej (1978) za biografię Marii Skłodowskiej-Curie
- Royal Television Society Writer of the Year (1979)
- Nagroda Letten F. Saugstad (2000) za wkład w wiedzę naukową
- Oficer Orderu Imperium Brytyjskiego (2009) za zasługi dla edukacji i literatury